# 三汀山
三汀山，日據時期舊稱埤頭山，是臺灣臺中市太平區聖和里的一座山，海拔484公尺，是聖和里最高點，也是台灣小百岳之一，有望高寮一稱。山脊北連廍子坑山，兩山構成烏溪支流廍子溪、頭汴坑溪的分水嶺。山頂附近有聯勤總部設立的陸補145號三等三角點基石，日據時期曾還設有一等三角點基石，但柱石部分於日據後期遺失，僅剩底部的磐石留存。一旁建有觀景台，視野良好，可向西俯瞰一江橋、頭汴坑溪，以及遠方的臺中市區與大肚山。
三汀山西側為市道129號、136號，東側為鄉道中99線，東南側有鴻禧太平高爾夫球場。